# Sam Pui Chau
Sam Pui Chau (kinesiska: 三杯酒) är en ö i Hongkong (Kina). Den ligger i den nordöstra delen av Hongkong.